# Gorodnaja (obwód smoleński)
Gorodnaja (ros. Городная) – wieś (ros. деревня, trb. dieriewnia) w zachodniej Rosji, w osiedlu wiejskim Titowszczinskoje rejonu diemidowskiego w obwodzie smoleńskim.

## Geografia
Miejscowość położona jest nad Łostinką, 5,5 km od drogi regionalnej 66N-0509 (Diemidow – Jeśkowo – Szapy – Borisienki), 27,5 km od centrum administracyjnego osiedla wiejskiego (Titowszczina), 25,5 km od centrum administracyjnego rejonu (Diemidow), 57,5 km od stolicy obwodu (Smoleńsk), 59 km od granicy z Białorusią.
W granicach miejscowości znajdują się ulice: Tienistaja, Zielonaja.

## Demografia
W 2010 r. miejscowości nikt nie zamieszkiwał.

## Historia
W czasie II wojny światowej od lipca 1941 roku dieriewnia była okupowana przez hitlerowców. Wyzwolenie nastąpiło we wrześniu 1943 roku.
Na mocy uchwały z dnia 28 maja 2015 roku wszystkie miejscowości (w tym Gorodnaja) zlikwidowanej jednostki administracyjnej Szapowskoje weszły w skład osiedla wiejskiego Titowszczinskoje.